# Gyöngyi Dani
Gyöngyi Dani (Kaposvár, 3 luglio 1975) è una schermitrice e sciatrice alpina ungherese paralimpica, che ha rappresentato l'Ungheria nella scherma in carrozzina e nello sci paralpino in vari Giochi paralimpici e Campionati mondiali, vincitrice di diverse medaglie d'oro, d'argento e bronzo.

## Biografia
Dani è nata a Kaposvár nel 1975. Un incidente all'età di 16 anni l'ha lasciata con lesioni alla colonna vertebrale. Ha iniziato a fare sport per incontrare persone e per muoversi.

## Vita privata
Dani è sposata con Balázs Nagy; insieme hanno un figlio di nome Kristóf e vivono a Érd.

## Carriera

### Scherma in carrozzina
Gyöngyi Dani ha partecipato alle Paralimpiadi del 2008 come componente della squadra di scherma in carrozzina ungherese che ha gareggiato nella spada femminile e nel fioretto. Nella partita, svolta all'Excel Arena di Londra, Dani ha battuto l'atleta britannica Justine Moore nella categoria B di spada individuale femminile, vincendo la medaglia d'argento.
Dani è stata la portabandiera dell'Ungheria durante la cerimonia di apertura delle Paralimpiadi estive 2020 posticipate a Tokyo. Insieme a Éva Hajmási e Zsuzsanna Krajnyák ha fatto parte della squadra ungherese che ha ottenuto la medaglia di bronzo nel fioretto a squadre femminile. Le medaglie d'argento e d'oro sono state prese rispettivamente dall'Italia e dalla Cina.
A gennaio 2022 la squadra di scherma in carrozzina, formata da Dani, Zsuzsanna Krajnyák, Boglárka Mező Madarászné ed Éva Hajmási è stata premiata come "Migliore squadra disabile dell'anno" dell'Ungheria.

### Sci paralpino
Ai Campionati mondiali di sci alpino paralimpico del 2010 ad Auron, in Francia, con un tempo di 2:42.89, Dani ha vinto la medaglia d'argento nella gara di slalom gigante seduti. Oro per l'atleta svizzera Anita Fuhrer in 2:38.91 e bronzo per l'atleta francese Delphine Le Sausse con 2:46.83

## Premi e riconoscimenti
- Best disabled Team of the Year Award (Gyöngyi Dani, Zsuzsanna Krajnyák, Boglárka Mező Madarászné ed Éva Hajmási), da parte dell'Associazione dei giornalisti sportivi ungheresi (2021)

## Palmarès

### Scherma in carrozzina
Paralimpiadi
- 8 medaglie:
  - 6 argenti (spada a squadre, fioretto a squadre e fioretto individuale B a Atene 2004; fioretto individuale B e spada a squadre a Londra 2012; fioretto a squadre a Rio de Janeiro 2016)
  - 2 bronzi (spada a squadre a Rio de Janeiro 2016; fioretto a squadre a Tokyo 2020)

Campionati mondiali
- 14 medaglie:
  - 1 oro (fioretto a squadre a Campionati mondiali di scherma in carrozzina 2019)
  - 4 argenti (fioretto a squadre a Campionati mondiali di scherma in carrozzina 2010; fioretto a squadre a Campionati mondiali di scherma in carrozzina 2011; fioretto a squadre e fioretto individuale B a Campionati mondiali di scherma in carrozzina 2015)
  - 9 bronzi (fioretto individuale B a Campionati mondiali di scherma in carrozzina 2010; fioretto individuale B e spada a squadre a Campionati mondiali di scherma in carrozzina 2011; spada a squadre e fioretto a squadre a Campionati mondiali di scherma in carrozzina 2013; spada a squadre a Campionati mondiali di scherma in carrozzina 2015; spada a squadre e fioretto a squadre a Campionati mondiali di scherma in carrozzina 2017; spada a squadre a Campionati mondiali di scherma in carrozzina 2019)

### Sci alpino
Campionati mondiali
- 1 medaglia:
  - 1 argento (slalom gigante seduti ad Auron 2010)